# Thaumaglossa hilleri
Thaumaglossa hilleri es una especie de escarabajo de piel del género Thaumaglossa, de la familia Dermestidae, orden Coleoptera. Mide aproximadamente 4 mm de longitud.

## Distribución
Se distribuye por Asia: China, India, Nepal, Japón y Filipinas.

## Taxonomía
Fue descrita por Reitter en 1881.